# Asada Gōryū
En aquest nom japonès, el cognom és Asada.
Asada Gōryū (japonès: 麻田 剛立; hiragana: あさだごうりゅう) (1734 - 1799) va ser un astrònom japonès que va ajudar a introduir els mètodes i instruments astronòmics moderns al Japó.

## Semblança
Asada va passar una gran part de la seva carrera a la pròspera ciutat comercial d'Osaka, on practicava la medicina.
A causa de la política japonesa de seclusió, les teories científiques occidentals eren generalment assequibles sols a través de treballs obsolets editats pels missioners Jesuïtes a la Xina. No obstant això Asada va aconseguir construir sofisticats models matemàtics dels moviments celestes, i fins i tot de vegades es diu que va descobrir de manera independent la Tercera llei de Kepler.

## Eponimia
- El cràter lunar Asada porta aquest nom en la seva memòria.[2]